# Thesium polycephalum
Thesium polycephalum är en sandelträdsväxtart som beskrevs av Schlechter. Thesium polycephalum ingår i släktet spindelörter, och familjen sandelträdsväxter. Inga underarter finns listade i Catalogue of Life.